# Жнински окръг
Жнински окръг (на полски: Powiat żniński) е окръг в северната част на Централна Полша, Куявско-Поморско войводство. Заема площ от 984,77 км2. Административен център е град Жнин.

## География
Окръгът обхваща територии от историческите области Палуки (Великополша) и Куявия. Разположен е в югозападната част на войводството.

## Население
Населението на окръга възлиза на 71 003 души (2012 г.). Гъстотата е 72 души/км2.

## Административно деление
Административно окръгът е разделен на 6 общини.
Градско-селски общини:
- Община Барчин
- Община Жнин
- Община Лабишин
- Община Яновец Великополски

Селски общини:
- Община Гонсава
- Община Рогово

## Фотогалерия
- Жнин
- Лабишин
- Яновец Великополски